# Джон Дортмундер
Джон Арчибальд Дортмундер (англ. John Archibald Dortmunder) — вымышленный персонаж, созданный Дональдом Уэстлейком, и являющийся протагонистом 14 романов и 11 рассказов, изданными в период между 1970 и 2009 годами. Впервые он появляется в романе «Горячий камень» (англ. Hot Rock), изданным в 1970 году.
Первоначально Уэстлейк намеревался сделать в «Горячем камне» главным героем другого своего персонажа — Паркера и опубликовать его под псевдонимом Ричарда Старка. Однако, центром сюжета является драгоценный камень, который украден, утерян, снова добыт, украден вновь и вновь утерян (и так далее), что выглядело бы слишком комичной ситуацией для такого крутого персонажа как Паркер. Поэтому Уэстлейк переписал роман с более неуклюжим и приятным составом персонажей, во главе с пессимистичным, невезучим профессиональным вором. Неоновая вывеска пива DAB, на которую обратил внимание Уэстлейк, расшифровывала аббревиатуру как «Dortmunder Actien Brauerei», что и дало имя новому главному герою книги.
Дортмундер во многом похож на Паркера. Он профессиональный преступник и «мозговой центр», — создающий планы ограблений и расписывая роли в команде.
Дортмундер высокий, сутуловатый, с «тусклыми редеющими волосами», а также с вызывающим сомнения неулыбчивым «похмельным» лицом. Он живёт в одной квартире с давней подругой Мэй Беллами, кассиром в супермаркете на востоке Манхэттена в районе 19-й улицы. Однако, в отличие от Паркера, Дортмундер — ненасильственный персонаж, который, как правило, разрабатывает слишком диковинные и избыточные схемы.

## История персонажа
Очень мало известно о детстве Дортмундера. О нём упоминается в нескольких книгах серии, — что он был брошен при рождении и воспитан в приюте управляемым «Сёстрами Кровоточащих Сердец Вечного Страдания» вымышленного города Мёртвый Индеец штата Иллинойс.
Дортмундер женится на артистке ночного клуба, чьё сценическое имя было «Honeybun Bazoom» незадолго до того, как он покидает страну, чтобы служить в Корее в 1952 году. Брак состоялся в Сан-Диего; по возвращении из Кореи Дортмундер развёлся в Рино в 1954 году.
Дортмундер дважды осуждён за кражи со взломом, отбывая срок в тюрьме — он заканчивает последний день своего второго тюремного срока в самом начале «Горячей камня». На Дортмундера всегда давит осознание того, что третье обвинение будет означать, что он будет отправлен в тюрьму на всю оставшуюся жизнь без возможности условно-досрочного освобождения.
Тот факт, что что-то почти всегда идёт не так как надо в работе Дортмундера, несмотря на тщательное планирование, дал ему репутацию «сглаза» — и, несмотря на то, что он утверждает, что не суеверен, Дортмундер и сам так считает. И правда, Дортмундер начинает беспокоиться, когда дела идут гладко, и, кажется, испытывает облегчение, когда что-то идёт не так. В большинстве романов команда Дортмундера зарабатывает только небольшие суммы денег; итоговые ограбления, следовательно, являются только пирровой победой, и мораль для читателя заключается в том, что преступления не окупаются… по крайней мере, не очень окупаются. Однако Дортмундеру не всегда «не везёт», и в некоторых романах и рассказах он и его команда срывают куш.
Дортмундер иногда использует псевдоним «Джон Диддумс» (англ. John Diddums) и говорит всем, кто спрашивает, что это на валлийском языке (что обычно вызывает «ахи» или «охи»); он придумал это имя под влиянием момента в рассказе «Слишком много жуликов» (1989) и не любит его, но теперь невольно использует его в обстоятельствах, которые не позволяют называть своё настоящее имя.
Девиз его семейного герба (который, как он сам признаётся, украл): «Quid lucrum istic mihi est?» («Для меня есть выгода — в ч`м же она?»).
Твердый сторонник принципа «Никогда не брать меньше людей, чем вам необходимо» (в романе Get Real), Дортмундер, как правило, никогда не работает с более чем с четырьмя напарниками; он считает, что если работу можно не потянуть с группой из пяти человек, то это слишком рискованно. Тем не менее, в «Что может быть хуже?» работа в Лас-Вегасе (ограбление лас-вегасского отеля со стриптизом и казино) настолько невероятно тяжела для обычного состава его группы, что в итоге он оказывается с «командой» из двадцати человек.
Как это часто бывает с персонажами в длительных сериями, Дортмундер и его спутники кажутся более или менее замороженными в том возрасте, когда мы впервые встретились с ними. Его возраст — 37 лет в 1970-х годах в «Горячем камне» и 40 лет в 1977 году — «Никто не совершенен»; после этого Дортмундер, казалось, пребывает в том же возрасте на протяжении сорока лет выхода серии.

## Напарники
За исключением нескольких рассказов, где Дортмундер работает в одиночку, каждый из планов Дортмундера требует «афёры». Наиболее часто встречаемые:
- Энди Келп: Универсальный мошенник Энди Келп — лучший друг Дортмундера, хотя Дортмундер был бы первым, кто стал это отрицать. Весёлый и оптимистичный там, где Дортмундер суров и пессимистичен, Келп безгранично полон энтузиазма и полон (иногда сомнительных) идей. По внешнему виду он ниже Дортмундера, у него заострённый нос, он похож на птицу и выглядит «как кокни карманник» («Никто не идеален»). Опытный вор, Келп обладает заметной склонностью к угону автомобилей с номерами медицинского департамента, полагая, что у врачей есть и деньги, и эго, чтобы обеспечить себя самыми лучшим, и они часто оставляют ключи в своих машинах. Келп также любит использовать новейшие электронные гаджеты, несмотря на отвращение к ним Дортмундера. Поскольку Келп в конечном итоге принёс Дортмундеру много неудачных заданий (или заданий, которые обещали большую выгоду, но мрачно разочаровали всех членов «шайки»), Дортмундер говорил, что у Келпа дурной глаз. Тем не менее, Дортмундер, как правило, лоялен к Келпу на протяжении всей серии, даже если он иногда находит его раздражающим (тем более, что Келп выработал привычку взламывать замок на двери квартиры Джона и входить, не стуча и не звоня). У Келпа есть старшая сестра, чей взрослый сын Виктор (бывший агент ФБР, который хотел показать, что он знает тайное рукопожатие) ФБР играет роль в некоторых злоключениях банды («Ограбление банка» и «Никто не идеален»). Мы знаем, что Келп не был женат на протяжении всей серии, но, как известно, ранее у него было два неудачных брака.
- Стэн Марч: Коренастый рыжий Стэн Марч — обычно в банде используется водителем. Доброжелательный и простоватый, Марч живет со своей матерью, водителем таксм (обычно е` называют «мама Марча», хотя е` имя раскрывается как Глэдис в «Разбитых надеждах»). Жизнь Марча вращается вокруг автомобилей; он слушает аудиозаписи «Индианаполис-500» для расслабления, и практически каждый его разговор будет включать подробный отч`т о его последней поездке на машине.

Келп и Марч — единственные постоянные напарники, которые появляются в каждом романе. Келп также появляется во многих рассказах. В ходе выхода серии, несколько других завсегдатаев были постепенно добавлены в команду, включая:
- Чоткас «Крошка» Балчер: Появляется в «Никто не идеален». Специалист по устрашению, Крошка — массивный, мускулистый «человек-гора» восточноевропейского происхождения; одно из наиболее интересных его описаний — «межконтинентальная баллистическая ракета средней дальности с ногами. Также с руками, напоминающими по форме пожарные гидранты, но длиннее, и головой, по форме похожей на пожарный гидрант» («Что может быть хуже?»). Он привык получать именно то, что хочет, и из-за своих габаритов и физической силы (известен тем, что угонял автомобили, просто поднимая их на бортовой грузовик) ему не нужно просить об этом дважды. Он часто рассказывает истории о прошлых преступлениях, которые иногда шли не так, и о тяжёлых последствиях, которые он причинил бы своим друзьям, если бы они оказались виновны в неудачной схеме. Обычно он находит Дортмундера и его дружков забавными — к их большому облегчению.
- Ролло: бармен в «О.Джей Бар и гриль» на Амстердам-авеню, — любимом месте встреч Дортмундера и его людей. Он помнит всех своих клиентов с их предпочтениями, даже если клиент годами не заходил в бар, и обычно предлагает им их любимые напитки. Он охотно закрывает глаза на то, что происходит в задней комнате бара, но следит за тем, чтобы в главном зале не было никаких проблем. Он управляет баром для реального владельца, который уехал на пенсию во Флориду, и держит его в курсе того, как идут дела.
- Арни Олбрайт: обычное прикрытие Дортмундера. Арни живёт один в убогой квартире на Верхнем Вестсайде и собирает календари. Благодаря своей внешности и поведению, Арни отталкивает любого, кто с ним сталкивается, но он полностью осознает это и компенсирует, предлагая лучшие условия, чем его конкуренты. Даже Дортмундер не всегда может иметь дело с Арни, и время от времени имеет дело с другим прикрытием по имени Стун.
- Джадсон «Малыш» Блинт: представлен в «Береги себя!». Решив встретить таинственного и неуловимого Джей-Си Тейлора (см. ниже), Джадсон без предупреждения приезжает к ней в офис в поисках работы. Тейлор сразу же раскрывает его и его фальшивое резюме, но почувствовав потенциал, нанимает его помощником, чтобы переложить на него ежедневную работу по мошенничеству с почтовыми заказами. Первоначально он присоединяется к банде Дортмундера как нечто вроде талисмана/протеже, но к моменту «Get Real» воспринимается уже «своим» (даже если он ещё не определился с тем, что он пьёт в баре).
- Макс: владелец фирмы подержанных автомобилей Максимилиана. Макс — типичный недобросовестный продавец подержанных автомобилей, который постоянно недоволен состоянием своего бизнеса. Когда Стэн Марч (или другие члены банды) хочет избавиться от украденных автомобилей в обмен на немного быстрых денег, Макс обычно является покупателем.

Следует также отметить различны жён, подруг и членов семей персонажей, которые часто попадают в сюжет. Эти персонажи иногда иногда нанимаются в преступные предприятия группы, а иногда нет. Но они на виду, и их наверняка обвинят в пособничестве Дортмундеру и его соратникам во всех их начинаниях:
- Мэй Беллами: давняя подруга Дортмундера, представленная в «Ограбление банка» (второй роман). Она — кассир супермаркета (первоначально в Bohack’s, в более поздних книгах — в Safeway); они встретились, когда она поймала Дортмундера на краже в магазине. Она худая, темноволосая, заядлая курильщица (хотя она отказывается от этой привычки в поздних романах, прибегая к фальшивому курению), и обычно более оптимистична, чем Дортмундер (что не сложно). Она также может успешно удержать его от разочарования. В трудные времена она поддерживает одного или двух продуктами, которые она крадет из любого магазина, в котором она работает в данный момент.
- Джозефина Кэрол «Джей-Си» Тэйлор: впервые появляется в «Хорошем поведении». Известная как «Джей-Си», она сексуальная и жёсткая деловая женщина, ведущая два теневых предприятия по доставке почты, включая детективные курсы, услуги по написанию поэм, и её самый продаваемый продукт: обильно иллюстрированное «образовательное» пособие по сексу, в котором сама Джози является основной женской моделью. В более поздних книгах она делегирует ежедневные операции этих мошенников, чтобы сосредоточить свое внимание на Maylohda («почтовый заказ» в произношении в Нью-Йорке), несуществующей стране, которую она выдумала (и выступает в качестве коммерческого атташе) для получения помощи в экономическом развитии. Она подруга Крошки, но только Крошка называет её «Джози».
- Анна Мари Капино: появляется в «Что может быть хуже?». Дочь сенатора с Среднего Запада, брошенная в Нью-Йорке мужем, она становится подругой Энди Келпа и встречается с ним в баре отеля, а затем втягивается с Келпом в месть Дортмундера Макса Фэйрбэнкса. После этого она съезжаются с Энди и принимает его необычный образ жизни.
- Глэдис Марч: почти всегда упоминается как «Мама Марча», темпераментная водитель такси, обычно сидит «на мели».

Несколько других специалистов появляются в сериале реже, например, Ральф Уинслоу (взломщик), Уолли Уистлер (чрезвычайно рассеянный взломщик, который однажды случайно выпустил льва из клетки в зоопарке), Джим О’Хара (недавно выпущенный грабитель, который до сих пор не потерял свою тюремную бледность), и Герман Джонс (чёрный слесарь, ранее известный как «Герман X», когда он был чёрным радикалом, и «Герман Маканене Стулу’мбник», когда он ненадолго стал вице-президентом Африканской республики Талабво). Другие памятные партнёры / появления включают Уилбура Хоуи (слесарь, недавно освобождённый после приговора на сорок восемь лет, при том, что первоначальный срок был десять лет, но он совершил побег и был сразу же пойман), Роджер Шефвик (взломщик, который без ума от моделей поездов), и Фред и Тельма Ларц (супружеская команда по вождению, но Тельма сейчас водит машину по-настоящему, потому что Фред потерял самообладание после того, как его сбил самолёт восточных авиалиний на ВПП аэропорта Кеннеди).
Планируя свои ограбления, команда обычно встречается в задней комнате «О.Джей Бар и Гриль» (тот, кто приходит первым, садится лицом к двери; только Крошка ничего не имеет против того, чтобы сидеть спиной к ней). На этих встречах Энди и Дортмундер пьют амстердамский бурбон (с этикеткой «Наш собственный бренд»), Марч пьёт пиво с солью (из-за того, что у него статус водителя, он берёт один бокал пива), Ральф Винслоу пьёт ржаной виски с водой с большим количеством льда, которые он болтает в стакане, а Крошка пьёт настойку красного вина и водки (которая по описанию выглядит как «выдохшаяся вишнёвая содовая»). В сцены посиделок в публичных места бара, обычно вовлекаются неназванные персонажи, которые создают комичный фон для сюжета горячо споря о том, в чём не разбираются.

## Значимые предметы, украденные Дортмундером
- изумруд Балабомо («Горячий камень»)
- Трест Капиталистов и Иммигрантов (Ограбление банка)
- Византийский Огонь (рубин) («Почему Я?»)
- Бедренная кость Св. Ферганы («Не спрашивай»)
- Тела двух 70-летних умерших индейцев («Плохие новости»)
- Золотые шахматы, изначально предназначенные для подарка Царю Николаю II  («Что смешного?»)

## Цикл произведений

### Романы
- Горячий камень[англ.] (англ. The Hot Rock; другое название в России — «Проклятый изумруд»). New York: Simon and Schuster, 1970.
- «Ограбление банка» (англ. Bank Shot). New York: Simon and Schuster, 1972.
- «Малыш Джимми» (англ. Jimmy the Kid). New York: M. Evans, 1974.
- «Никто не идеален» (англ. Nobody’s Perfect). New York: M. Evans, 1977.
- «Почему я?» (англ. Why Me?) New York : Viking, 1983. ISBN 0-670-76569-4.
- «Хорошее поведение» (англ. Good Behavior). New York: Mysterious Press, 1985. ISBN 0-892-96240-2.
- «Утонувшие надежды» (англ. Drowned Hopes). New York: Mysterious Press, 1990. ISBN 0-892-96178-3.
- «Не спрашивай» (англ. Don’t Ask). New York: Mysterious Press, 1993. ISBN 0-892-96469-3.
- «Что может быть хуже?» (англ. What’s the Worst That Could Happen?) New York: Mysterious Press, 1996. ISBN 0-892-96586-X.
- «Плохие новости» (англ. Bad News). New York: Mysterious Press, 2001. ISBN 0-892-967171-X.
- «Путь к разрушению» (англ. The Road to Ruin). New York: Mysterious Press, 2004. ISBN 0-892-96801-X.
- «Береги себя!» (англ. Watch Your Back!) New York: Mysterious Press, 2005. ISBN 0-892-96802-8.
- «Что смешного?» (англ. What’s So Funny?) New York: Warner Books, 2007. ISBN 0-446-58240-9.
- «Жизнь наизнанку» (англ. Get Real). New York: Grand Central Pub., 2009. ISBN 9780446178600.

### Рассказы
- «Воровская дюжина» (англ. Thieves' Dozen). 2004. Сборник из 10 рассказов о Дортмундере и один связанный рассказ. ISBN 0446693022
- «Ходя вокруг денег» (англ. Walking Around Money). 2005. Новелла в анталогии Правонарушения (англ. Transgressions) под редакцией Эда МакБейна. ISBN 0765347520

### Фильмы
- 1972 — «Горячий камень (англ. The Hot Rock). В роли Дортмундера — Роберт Редфорд.
- 1974 — «Верный шанс (Выстрел в банке)[англ.]» (англ. Bank Shot). В роли Дортмундера — Джордж С. Скотт — в роли Дортмундера, переименован в «Уолтер Аппджон Баллентайн».
- 1976 — «Как похитить ребёнка[итал.]» (итал. Come ti rapisco il pupo). По мотивам романа «Билли Малыш», в роли Дортмундера, переименованного в «Элая» — Тео Теоколи.
- 1982 — «Джимми Малыш[англ.]» (англ. Jimmy the Kid). Гэри Коулман — в роли Джимми, Пол Ле Мат — в роли Дортмундера.
- 1990 — «Почему я?» (англ. Why Me?). Кристофер Ламберт — в роли Дортмундера, переименованного в Гас Кардинал.
- 1998 —«Джимми Малыш» (нем. Jimmy the Kid). Немецкий фильм с Гербертом Кнаупом в роли Дортмундера.[2]
- 2001 — «Что могло быть хуже?» (англ. What’s the Worst That Could Happen?). Мартин Лоуренс в роли Дортмундера, переименованного в Кевин Кэффери. Также снимался Дэнни ДеВито в роли миллиардера Макса Фербэнкса.

## Дополнительно
На странице фэндома сериала «Светлячок» упоминается, что в первой серии «Serenity» первый же встреченный экипажем «Светлячка» крейсер Альянса носил название I.A.V «Dortmunder». Энтузиасты предполагают, что это вероятная отсылка к главному герою серии книг Дональда Уэстлейка Джону Дортмундеру.